# Panther Westwinds
Panther Westwinds – dawny brytyjski producent samochodów sportowych i luksusowych, z siedzibą w Weybridge, w hrabstwie Surrey w Anglii. 
Przedsiębiorstwo zostało założone w 1972 roku przez Roberta Jankela. W 1980 roku, z powodu problemów finansowych firma była bliska ogłoszenia bankructwa, jednakże została wykupiona przez koreańskiego magnata Younga Kima. W 1990 roku przedsiębiorstwo zostało przejęte przez SsangYong Motor Company. Po nieudanych próbach przywrócenia firmie rentowności, została w tym samym roku zlikwidowana.

## Modele
- Panther J.72 (1972-1981)
- Panther FF (1974-1975)
- Panther Lazer (1974)
- Panther De Ville (1974-1985)
- Panther Rio (1975-1977)
- Panther Lima (1976-1982)
- Panther 6 (1977-1978)
- Panther Kallista (1982-1990)
- Panther Solo (1989-1990)